# Фишбах-Дан
Фишбах-Дан (нем. Fischbach bei Dahn) — община в Германии, в земле Рейнланд-Пфальц. 
Входит в состав района Юго-западный Пфальц. Подчиняется управлению Данер Фельзенланд.  Население составляет 1581 человек (на 31 декабря 2010 года). Занимает площадь 32,88 км².

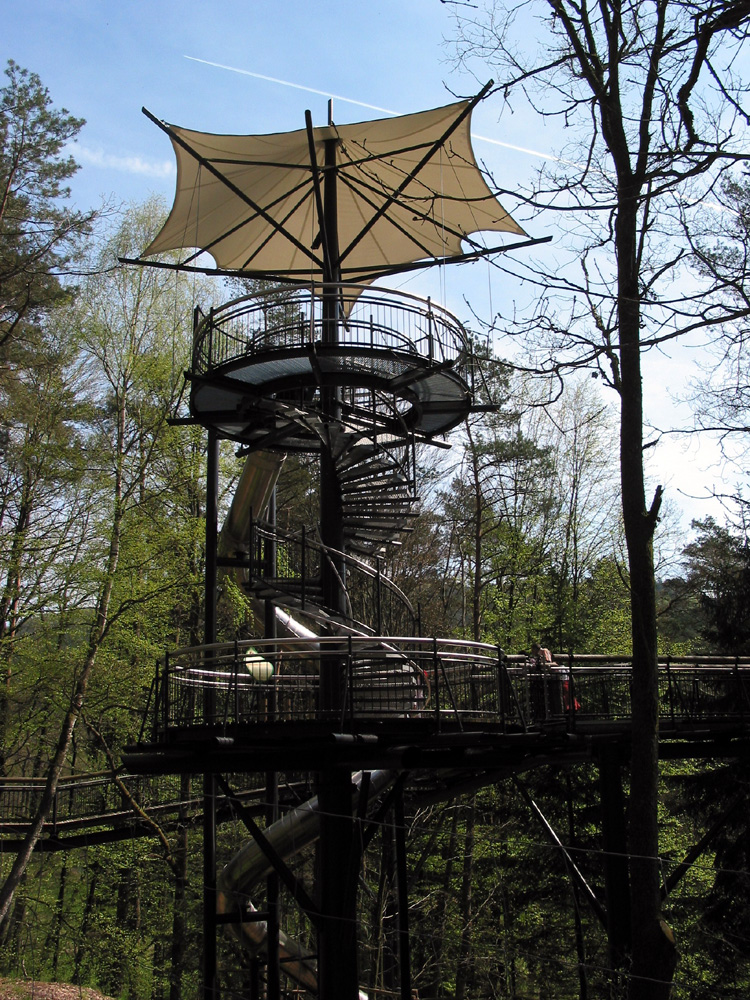
Фишбах-Дан